# Communauté de communes du Pays naborien
La communauté de communes du Pays naborien (CCPN) est une ancienne communauté de communes du département de la Moselle en région Grand Est, elle était présidée par André Wojciechowski depuis sa création en 2004.

## Histoire
La communauté de communes du Pays naborien est créée le 1er septembre 2004.
En application de la loi NOTRe, la communauté de communes du Pays naborien a fusionné avec la communauté de communes du Centre mosellan au 1er janvier 2017 donnant naissance à la communauté de communes Agglo Saint-Avold Centre mosellan. 
La transformation en communauté d’agglomération devrait intervenir au cours de l'année 2017.

## Composition
Elle regroupe 10 communes :
| Nom                 | Code Insee | Gentilé         | Superficie (km2) | Population (dernière pop. légale) | Densité (hab./km2) |
| ------------------- | ---------- | --------------- | ---------------- | --------------------------------- | ------------------ |
| Saint-Avold (siège) | 57606      | Naboriens       | 35,48            | 15 875 (2014)                     | 447                |
| Altviller           | 57015      | Altvillerois    | 4,85             | 573 (2014)                        | 118                |
| Carling             | 57123      | Carlingeois     | 2,67             | 3 428 (2014)                      | 1 284              |
| Diesen              | 57765      | Diesenois       | 5,47             | 1 078 (2014)                      | 197                |
| Folschviller        | 57224      | Folschvillerois | 9,46             | 4 118 (2014)                      | 435                |
| Lachambre           | 57373      | Lachambrois     | 7,86             | 852 (2014)                        | 108                |
| L'Hôpital           | 57336      | Spittellois     | 3,99             | 5 418 (2014)                      | 1 358              |
| Macheren            | 57428      | Macherenois     | 16,95            | 2 849 (2014)                      | 168                |
| Porcelette          | 57550      | Porcelettois    | 13,44            | 2 511 (2014)                      | 187                |
| Valmont             | 57690      | Valmontais      | 9,24             | 3 229 (2014)                      | 349                |

## Administration
Le conseil communautaire est composé de 44 délégués. Le bureau est composé du président et de 11 vice-présidents.
| Période          | Période  | Identité            | Étiquette | Qualité |
| ---------------- | -------- | ------------------- | --------- | --- |
| 1 septembre 2004 | En cours | André Wojciechowski | UDI       | Conseiller général du canton de Saint-Avold-2 (1998-2007) Maire de Saint-Avold (depuis 2001) Député de Moselle (2007-2012) Conseiller départemental du canton de Saint-Avold (depuis 2015) |